# محوطه میرجمال ۱
محوطه میرجمال ۱ مربوط به سده‌های ۴ تا ۷ ه‍.ق است و در شهرستان زابل، بخش میانکنگی، ۴۱۰ متری شمال شرق روستای میرجمال واقع شده و این اثر در تاریخ ۲ مرداد ۱۳۸۷ با شمارهٔ ثبت ۲۳۰۵۷ به‌عنوان یکی از آثار ملی ایران به ثبت رسیده‌است.